# Тельнов, Валерий Иванович
Валерий Иванович Тельно́в (род. 6 апреля 1950, Подгорное, Томская область) — советский и российский физик, доктор физико-математических наук (1993), главный научный сотрудник Института ядерной физики им. Г. И. Будкера СО РАН, профессор Новосибирского государственного университета (1995), заведующий кафедрой физики ускорителей ФФ НГУ, также заведующий лаборатория по разработке нового поколения коллайдеров высоких энергий МЦФЭЧиАФФ.
Специалист в области физика высоких энергий, физика элементарных частиц на коллайдерах. Имеет более 8900 цитирований своих работ, опубликованных в реферируемых журналах. Индекс Хирша (2022 год) — 39.

## Биография
В. И. Тельнов родился 6 апреля 1950 года в селе Подгорное Томской области в семье служащих.
Будучи учащимся школы, победил в физической олимпиаде, а затем поступил в физико-математическую школу при Новосибирском государственном университете. Закончил Физический факультет НГУ по специальности «Физика, прикладная математика» в 1972 году. В 1982 году защитил кандидатскую диссертацию на тему «Исследование пространственного и энергетического разрешения пропорциональных камер». В 1993 году получил докторскую степень за работу «Фотон-фотонные взаимодействия на электрон-позитронных коллайдерах». Впоследствии он продолжил работать в Институте ядерной физики, где стал старшим научным сотрудником и одновременно профессором Новосибирского университета в 1994 году. Также был приглашен в Национальную ускорительную лабораторию SLAC, KEK, DESY и ЦЕРН.

## Научный вклад
Тельнов известен своими исследованиями и предложением фотонного коллайдера, которое он впервые выдвинул в 1980 году. Совместно с И. Ф. Гинзбургом, Г. Л. Коткиным и В. Г. Сербо они опубликовали статью в 1981 году в журнале Письма в ЖЭТФ, а позже две более объёмные работы в 1983 и 1984 годах. В фотонном коллайдере энергия электронного пучка передаётся фотонам. При обратном комптоновском рассеянии лазерных фотонов на электронном пучке ускорителя частиц генерируются фотоны высокой энергии. Фотонные коллайдеры были предложены для проекта линейного ускорителя TESLA в DESY, в котором участвовал Тельнов. Он также обсуждается как вариант планируемого Международного линейного коллайдера.
Исследовал уменьшение времени жизни электронных пучков в накопительных кольцах за счет рассеяния заряженных частиц на тепловых фотонах. Предсказал предел энергии и светимости линейных коллайдеров из-за превращения фотонов в электрон-позитронные пары в поле встречного пучка.
В качестве члена коллаборации в ИЯФ принимал участие в экспериментах на установке ВЭПП-4 по изучению процессов рождения с- и b-кварков и двухфотонных взаимодействий, прецизионному измерению масс Ψ- и Υ-мезонов и τ-лептона. Как член другой коллаборации в ЦЕРНе открыл на нарушения CP-симметрии в распадах B-мезонов на ускорителе PEP-II.